# Bonarillo
Francisco Bonar Casado (Sevilla, 2 de abril de 1871 - Lima, 10 de diciembre de 1955), más conocido como Bonarillo, fue un torero español que tomó la alternativa el 27 de agosto de 1891 en la Plaza de toros de Madrid de manos de Luis Mazzantini.

## Biografía
Nacido en Sevilla, sus inicios dentro del mundo del toro se forjaron formando parte de las cuadrillas de niños toreros de la capital hispalense, actuando como banderillero junto a Faico y Minuto. Tras estos primeros éxitos, pasó a integrarse en la compañía de un torero llamado Lobito hasta que, con anterioridad a 1891, emprendió su carrera en solitario como novillero para, más tarde, pasar a tomar la alternativa.
Su doctorado como torero llegó el 27 de agosto de 1891 en la Plaza de toros de Madrid, de manos de Luis Mazzantini y haciéndolo con el toro Baratero, de la ganadería de Benjumea. A partir de esos años cosechará un importante cartel en todas las plazas españolas, donde toreará frecuentemente, también la de Madrid.